# Francesco Terzi
Francesco Terzi (o Gian Francesco; Bergamo, 1523 – Roma, 20 agosto 1591) è stato un pittore italiano.

## Biografia
La prima indicazione dell'artista risale al 1550 in un contratto per la realizzazione di una cornice per la chiesa di Lallio, l'atto testamentario del 1551 ne riporta l'età: «di anni viginti octo vel circa».
Di Francesco Terzi si conoscono le notizie che ci ha lasciato Francesco Tassi nel suo Vite de' pittori, scultori e architetti bergamaschi. 

Era figlio di Cristoforo dichiarato cittadino bergamasco e probabilmente scrittore, originario di famiglia nobile «confirmatio nobitatis» grazie all'imperatore Federico I. Dal padre ebbe insegnamenti umanitari ai quali si deve la sua padronanza linguistica, che si unirono a quelli artistici. Risulta che avesse già da giovane fatto un viaggio a Venezia , viaggio che risulterà essere importante per la sua vita artistica, e nel 1511 a Milano come risulta dal rapporto epistolare che ebbe con Pietro Aretino, corrispondenza che ne testimonia la padronanza linguistica. Proprio nella lettera dell'11 luglio 1551, si manifesta il suo forte carattere, il Terzi testimonia la sua volontà di emergere sotto l'aspetto artistico, infastidito dalla situazione precaria in cui si trovava, mentre l'Aretino gli rispose di saper attendere che l'essere famoso richiedeva tempo: «a poco a poco si ascende in alto». Lo rassicura anche circa i buon apprezzamento che anche Tiziano Vecellio aveva avuto rispetto ai suoi lavori.
Il Terzi non fu solo un buon pittore, ma anche un ottimo intagliatore di rame. Della sua vita privata si sa che aveva fatto famiglia e che uno dei suoi figli, Cornelio, scelse la vita ecclesiastica. La scarsità di opere nella cittadina orobica è giustificata dalla sua permanenza presso gli Asburgo che lo assunsero come pittore di corte. Fu l'artista che proseguì l'opera ritrattista del Moroni dopo la sua morte.

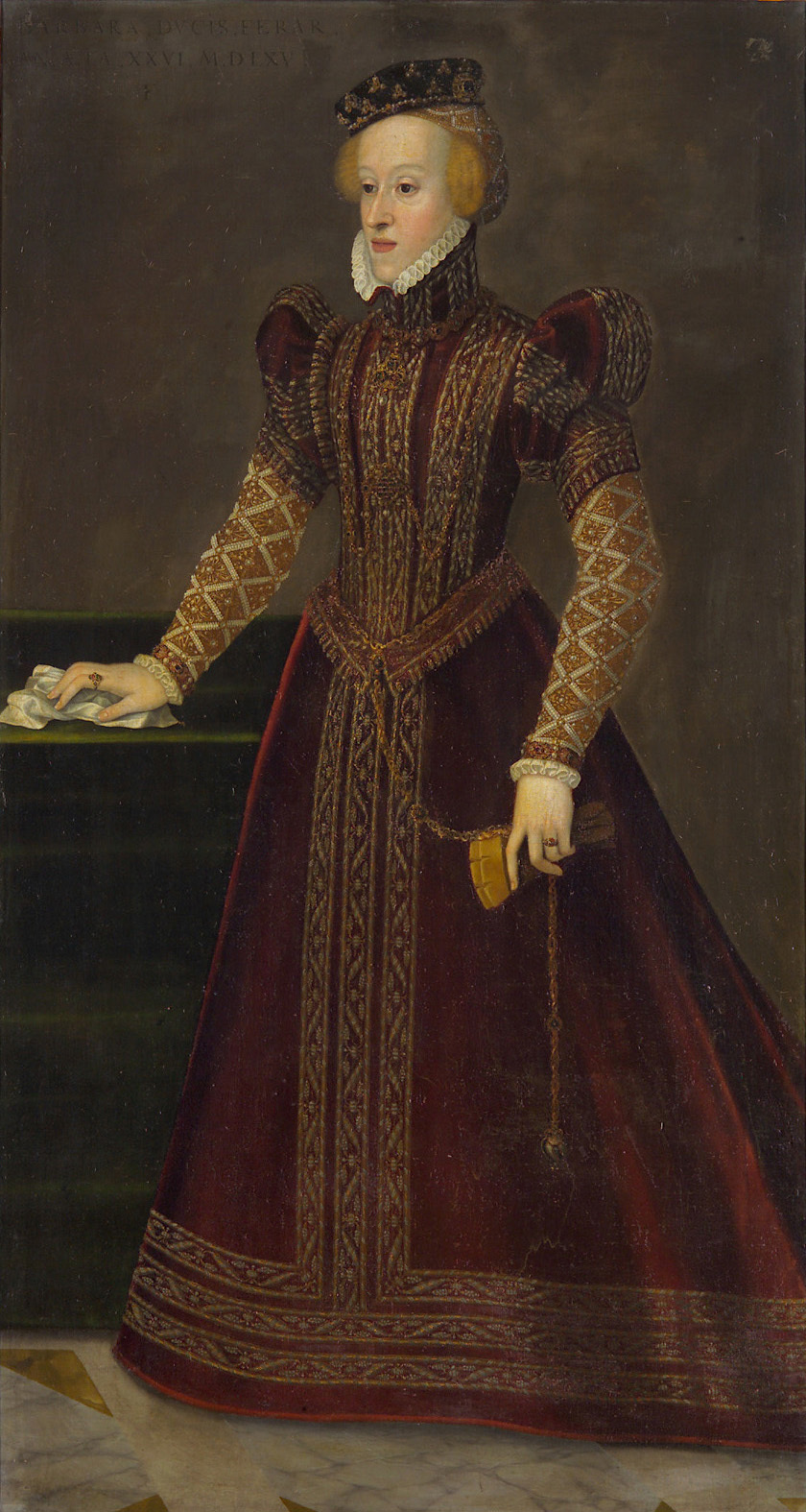
Francesco Terzi - Arciduchessa Barbara d'Asburgo

Fu l'imperatore Massimiliano II, a volerlo come artista di famiglia onorandolo di titoli nobiliari, passando poi a lavorare presso la corte dell'arciduca Ferdinando alla fine del 1551. erve considerare che nel 1550 Terzi aveva realizzato un dipinto raffigurante ritratto di Carlo I, che riprendeva un dipinto del famoso artista veneziano, riuscendo ad accattivarsi i favori sia del Tiziano che degli Asburgo. Seguirà un ventennio in cui il Terzi trascorrerà il suo tempo tra Vienna e Praga. Il suo successo è testimoniato da una lettera che invia a un certo Girolamo di San Pellegrino suo parente:“]…] il merito si ottiene appresso ai principi […] con la lunga servitù, siccome me ne danno, e mene hanno dato speranza per la humanità che tutto il dì mi mostrano”, proseguendo poi chiedendo informazioni su una donna che vorrebbe sposare ma che deve essere disposta a sportarsi dai luoghi d'origine: “[…] che pigliandola nella patria abbia a star contenta in queste parti, havendo io determinato di far il mio nido sotto l'ombra di questa gloriosa Casa […]”. Risulta che fece ritorno a Bergamo due volte una per assumere a bottega l'apprendista Francesco Gozzo nel 1557.
Alcuni viaggi in Italia sono testimoniati in altri tempi, partecipò alla gara per la realizzazione delle ante dell'organo del duomo di Milano, anche se in quel tempo l'artista dovette sicuramente tornare in Austria con la morte di Federico e la salita al trono di Massimiliano II, che gli conferì nel 1561 il titolo di nobile e la creazione del blasone nobiliare.
Nei suoi dipinti sono frequenti la rappresentazione di paesaggi della Boemia, e molti ritratti dei principi di casa d'Austria. Dei suoi lavori presso gli Asburgo il Tersi ne fece un libro diviso in più parti, dal titolo Francisci Terzii Bergomani serenissimi Ferdinandi archiduci Austrie, Ducis Burgundie, Comnitis Tiroli e pictori aulici. Ad invictissimis Cesarem Maximilius II, Romanorum Imp. semper Augustum Austriace gentis imaginum pars prima. La seconda parte la dedicò all'arciduca Ferdinando la terza all'arciduca Carlo d'Austria, la quarta a Filippo, e l'ultima alla figlia di Carlo V  l'imperatrice Maria. Il libro contiene quarantacinque ritratti degli Asburgo a misura intera, e ventisette dame. Il Terzi raffigurò dame e cavalieri nello sfarzo degli abiti e degli ambienti signorili, il tutto accompagnato da elogi e motti, probabilmente scritti direttamente dall'artista. 

Successivamente visse un periodo a Milano realizzando anche alcuni dipinti. Tornò poi a Vienna e a Praga. L'ultimo documento che testimonia la sua presenza in territorio austriaco è del 19 gennaio 1573. Successivamente saranno molto i lavori eseguiti a Venezia con la sala dello Scrutinio del palazzo Ducale che era stata distrutta nel 1577 da un incendio, e a Bergamo dove dipinse due pale per la chiesa di San Francesco poi distrutta. Nel 1582 incontra il poeta Torquato Tasso, che dalle lettere che il poeta a scritto a Aldo Manunzio , vi fu fra i due un'importante unione. Scrisse Tasso a Manunzio: 
(da Lettere di Torquato Tasso)
L'artista fu amico di alcuni letterati con i quali aveva un rapporto epistolare, tra questi il Doni, le lettere hanno permesso una ricostruzione della vita dell'artista e della sua personalità. Risulta che avesse un ottimo rapporto con quelli che erano i maggiori personaggi del Cinquecento, scrisse infatti di Carlo Borromeo alla sua morte: «singolar prelato e mio amrevolissimo padrone».

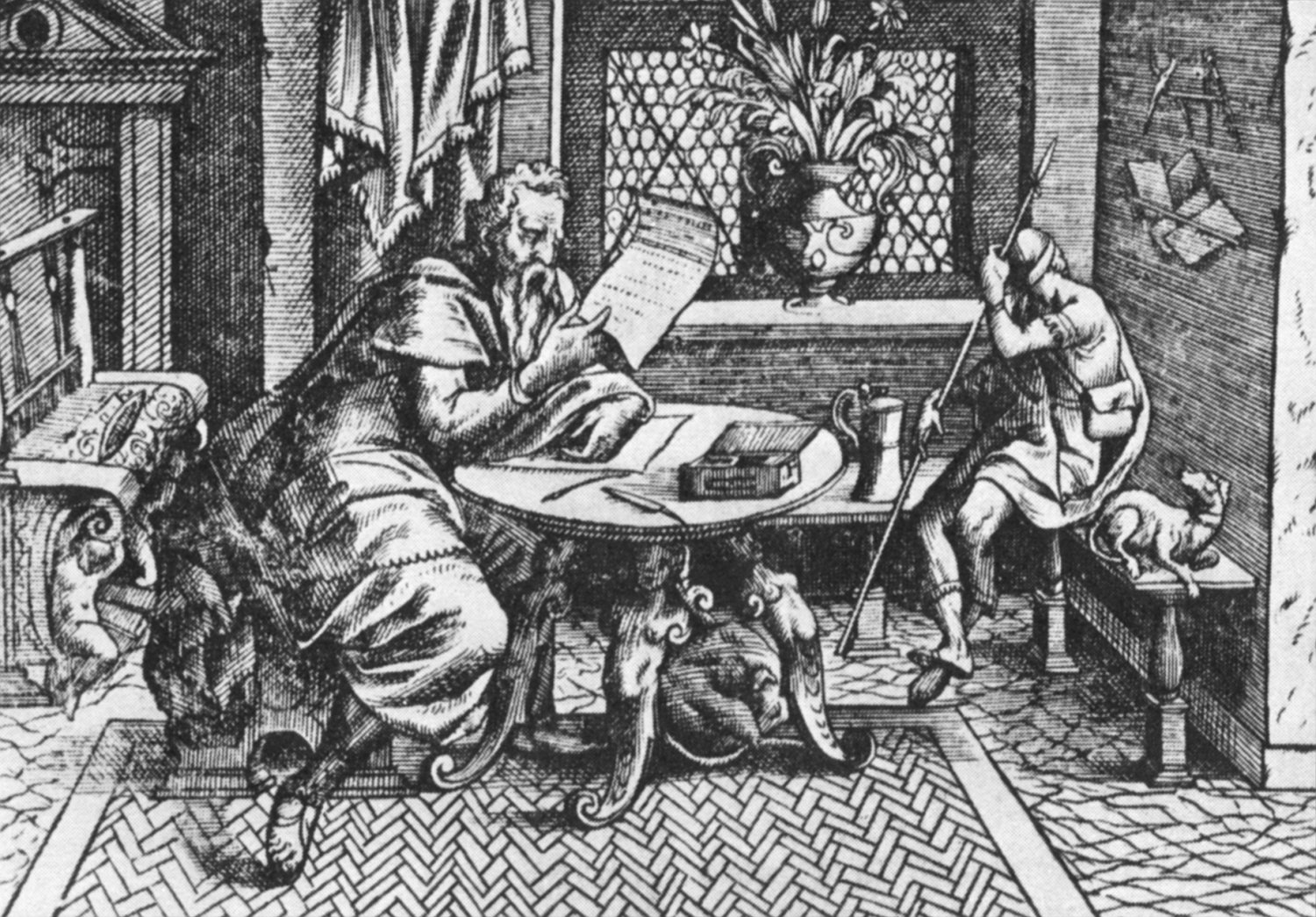
Francesco Terzi

L'ultimo periodo della sua vita lo passò a Roma quando ormai si trovava cagionevole di salute, entrò a far part4e dell'Accademia nazionale di San Luca, nel 1590 nella Congrega dei Virtuosi del Pantheon. Morì nella città eterna il 20 agosto 1591 e sessantotto anni. Il pagamento a saldo del dipinto eseguito per la chiesa francescana di Bergamo fu ricevuto dal figlio prelato Cornelio solo nel 1603.

## Opere
Non tutte le sue opere sono state a lui riconosciute, l'elenco non pretende quindi di essere completo:
- Madonna col Bambino in gloria chiesa di San Pancrazio Bergamo
- Ritratto d'uomo Accademia Carrara[3]
- Assunzione di Maria Vergine per la chiesa di San Francesco di Bergamo con i due ovali posti sopra la tela,
- Figure di santi sulle due ante dell'organo di Santo Spirito di Bergamo, tra questi un Sant'Alessandro ritenuto di buona fattura,
- Due affreschi per il coro della chiesa di san Simpliciano a Milano nel 1581; uno ancora visibile, il secondo, strappato, che rappresenta Mosè con il popolo ebreo; entrambi sono firmati Franciscus Tertii,
- Ritratto di giovane, questo fu inviato all'amico Aretino per essere visionato da Tiziano Vecellio nel 1551,
- Affresco sul soffitto con putti per il Palazzo dei Conti Grumelli di Bergamo,
- San Lorenzo a Firenze in occasione del matrimonio fra Cristina di Lorena e l'arciduca Ferdinando,
- Pala d'altare della chiesa privata dei conti Mosconi di Trescore,
- Ritratto di Cosimo Poncino Accademia Carrara.[4]
- Giudizio Universale lavoro del Moroni ma terminato dal Terzi dopo la sua morte per il chiostro di san Francesco a Bergamo[5]